# Vandet paa Landet
Vandet paa Landet er en dokumentarfilm instrueret af Carl Th. Dreyer efter eget manuskript.

## Handling
Skarpt kritisk film om drikkevandsforurening på landet. Brugen af vand i hverdagssituationer suppleres med illustrative grafiske fremstillinger af en brønd og jordlagene omkring den. En ny og korrekt opført brønd etableres på gårdspladsen.